# ریچفیلد، اوهایو
ریچفیلد (به انگلیسی: Richfield) یک روستا در ایالات متحده آمریکا است که در شهرستان سامیت، اوهایو واقع شده‌است. ریچفیلد ۲۴٫۱۴ کیلومتر مربع مساحت و ۳٬۶۴۸ نفر جمعیت دارد.

## خواهرخوانده
شهر ولفاخ خواهرخواندهٔ ریچفیلد، اوهایو هست.